# Dècada del 1120 aC
La dècada del 1120 aC comprèn el període que va des de l'1 de gener del 1129 aC fins al 31 de desembre del 1120 aC.

## Esdeveniments
- Destrucció de Troia
- Fundació de la Dinastia Zhou

## Necrològiques
- Timoetes, rei llegendari d'Atenes